# Liga mistrů UEFA 2025/2026
Sezóna Ligy mistrů UEFA 2025/2026 je 71. ročníkem nejprestižnější evropské klubové fotbalové soutěže a 34. od přejmenování z Poháru mistrů evropských zemí (PMEZ) na Ligu mistrů UEFA. Letošní ročník Ligy mistrů UEFA se podruhé hraje ve formátu švýcarského systému. Obhájce titulu bude francouzský Paris Saint-Germain.
Finále se bude hrát v Puskás Aréně v Budapešti v Maďarsku.
Vítěz Ligy mistrů UEFA 2025/2026 se kvalifikuje do Superpoháru UEFA 2026, kde bude hrát proti vítězi Evropské ligy UEFA 2025/2026. Vítěz také bude automaticky nasazen do skupinové fáze Ligy mistrů UEFA 2026/2027. Vítěz se také kvalifikuje do Interkontinentálního poháru FIFA 2026 a na Mistrovství světa ve fotbale klubů 2029.
Jde o první ročník Ligy mistrů, kterého se bude účastnit šest klubů z jedné ligy, a to z Premier League, díky koeficientu UEFA a vítězství Tottenhamu Hotspur v Evropské lize.

## Účastnická místa
Celkem 82 týmů z 53 členských zemí UEFA (výjimkou jsou Lichtenštejnsko, které nemá žádnou vlastní ligovou soutěž, a Rusko, jehož kluby vyřadila UEFA ze svých soutěží) se účastní Ligy mistrů UEFA 2025/2026. Každá země má přidělený počet míst podle koeficientů UEFA:
- Asociace na 1.–5. místě obdržely čtyři místa.
- Asociace na 6. místě obdržela tři místa.
- Asociace na 7–15. místě obdržely dvě místa.
- Asociace na 16.–55. místě (kromě Lichtenštejnska a Ruska) obdržely jedno místo.
- Vítěz Ligy mistrů UEFA 2024/2025 a Evropské ligy UEFA 2024/2025 se kvalifikují přímo do ligové fáze, pokud se nekvalifikují prostřednictvím své domácí ligy.
- Dvě asociace, které v sezóně 2024/2025 získaly nejvíce bodů do koeficientu, mají o jedno místo v ligové fázi navíc.

### Žebříček
V Lize mistrů UEFA 2025/2026 jsou jednotlivá místa asociacím přidělena na základě koeficientu UEFA, který zohledňuje výkony do sezóny 2019/2020 do sezóny 2023/2024.
| #  | Asociace    | Koef.   | Týmy | Poz.             |
| -- | ----------- | ------- | ---- | ---------------- |
| 1  | Anglie      | 104.303 | 4    | +1 (EPS) +1 (EL) |
| 2  | Itálie      | 90.284  | 4    |                  |
| 3  | Španělsko   | 89.489  | 4    | +1 (EPS)         |
| 4  | Německo     | 86.624  | 4    |                  |
| 5  | Francie     | 66.831  | 4    |                  |
| 6  | Nizozemsko  | 61.300  | 3    |                  |
| 7  | Portugalsko | 56.316  | 2    |                  |
| 8  | Belgie      | 48.800  | 2    |                  |
| 9  | Turecko     | 38.600  | 2    |                  |
| 10 | Česko       | 36.050  | 2    |                  |
| 11 | Skotsko     | 36.050  | 2    |                  |
| 12 | Švýcarsko   | 32.975  | 2    |                  |
| 13 | Rakousko    | 32.600  | 2    |                  |
| 14 | Norsko      | 31.625  | 2    |                  |
| 15 | Řecko       | 31.525  | 2    |                  |
| 16 | Dánsko      | 31.450  | 1    |                  |
| 17 | Izrael      | 31.125  | 1    |                  |
| 18 | Ukrajina    | 28.000  | 1    |                  |
| 19 | Srbsko      | 27.775  | 1    |                  |

| #  | Asociace        | Koef.  | Týmy | Pozn.       |
| -- | --------------- | ------ | ---- | ----------- |
| 20 | Chorvatsko      | 25.525 | 1    |             |
| 21 | Polsko          | 25.375 | 1    |             |
| 22 | Rusko           | 22.965 | 0    | [ pozn. 1 ] |
| 23 | Kypr            | 22.100 | 1    |             |
| 24 | Maďarsko        | 21.875 | 1    |             |
| 25 | Švédsko         | 21.500 | 1    |             |
| 26 | Rumunsko        | 21.375 | 1    |             |
| 27 | Bulharsko       | 20.375 | 1    |             |
| 28 | Ázerbájdžán     | 20.125 | 1    |             |
| 29 | Slovensko       | 19.625 | 1    |             |
| 30 | Slovinsko       | 13.250 | 1    |             |
| 31 | Moldavsko       | 13.125 | 1    |             |
| 32 | Kosovo          | 11.541 | 1    |             |
| 33 | Kazachstán      | 11.500 | 1    |             |
| 34 | Finsko          | 11.125 | 1    |             |
| 35 | Irsko           | 10.875 | 1    |             |
| 36 | Arménie         | 10.625 | 1    |             |
| 37 | Lotyšsko        | 10.625 | 1    |             |
| 38 | Faerské ostrovy | 10.375 | 1    |             |

| #  | Asociace            | Koef.  | Týmy | Pozn.       |
| -- | ------------------- | ------ | ---- | ----------- |
| 39 | Bosna a Hercegovina | 10.000 | 1    |             |
| 40 | Lichtenštejnsko     | 10.000 | 0    | [ pozn. 2 ] |
| 41 | Island              | 9.583  | 1    |             |
| 42 | Severní Irsko       | 9.208  | 1    |             |
| 43 | Lucembursko         | 8.625  | 1    |             |
| 44 | Litva               | 8.500  | 1    |             |
| 45 | Malta               | 8.250  | 1    |             |
| 46 | Gruzie              | 7.625  | 1    |             |
| 47 | Albánie             | 7.375  | 1    |             |
| 48 | Estonsko            | 7.207  | 1    |             |
| 49 | Bělorusko           | 6.625  | 1    |             |
| 50 | Severní Makedonie   | 6.000  | 1    |             |
| 51 | Andorra             | 5.998  | 1    |             |
| 52 | Wales               | 5.791  | 1    |             |
| 53 | Černá Hora          | 5.708  | 1    |             |
| 54 | Gibraltar           | 4.957  | 1    |             |
| 55 | San Marino          | 1.832  | 1    |             |

### Rozdělení týmů
Rozdělení jednotlivých účastnických míst a vstup jednotlivých týmů do soutěže bylo ovlivněno vyloučením Ruska z evropských pohárových soutěží. Tím došlo k následujícím posunům:
- Vítězové z asociací na 23. a 24. místě (Kypr a Maďarsko) vstoupí do soutěže v 2. předkola, namísto 1. předkola.

Jelikož se vítěz předchozího ročníku Paris Saint-Germain kvalifikoval i prostřednictvím své domácí ligy, bylo uvolněno jeho vyhrazené místo v základních skupinách a byly provedeny následující změny:
- Olympiakos jako klub z nejvyšším koeficientem, který by jinak vstoupil do předkol nebo play-off mistrovské části, vstoupí přímo do ligové fáze.
- Slovan Bratislava a Karabach jako dva kluby s nejvyšším klubovým koeficientem, které by vstoupily do prvního předkola mistrovské části, vstoupí do soutěže přímo do druhého předkola mistrovské části.

|                       |                            | Týmy vstupující do tohoto kola | Týmy postupující z předchozího kola                 |
| --------------------- | -------------------------- | --- | --------------------------------------------------- |
| 1. předkolo (28 týmů) | 1. předkolo (28 týmů)      | - 28 mistrů z asociací na 25.–27. místě a 30.–55. místě (kromě Lichtenštejnska) |                                                     |
| 2. předkolo           | Mistrovská část (24 týmů)  | - 8 mistrů z asociací na 16.–24. místě (kromě Ruska) - 2 mistři z asociací na 28. a 29. místě jako týmy z původně 1. předkola s nejvyššími klubovými koeficienty | - 14 vítězů z 1. předkola                           |
| 2. předkolo           | Nemistrovská část (6 týmů) | - 6 týmů ze 2. místa asociací na 10.–15. místě |                                                     |
| 3. předkolo           | Mistrovská část (12 týmů)  | | - 12 vítězů z 2. předkola MČ                        |
| 3. předkolo           | Nemistrovská část (8 týmů) | - 3 týmy ze 2. místa asociací na 7.–9. místě - 1 tým ze 3. místa z asociace na 6. místě - 1 tým ze 4. místa z asociace na 5. místě | - 3 vítězové z 2. předkola NČ                       |
| Play-off              | Mistrovská část (10 týmů)  | - 4 mistři z asociací na 11.–14. místě | - 6 vítězů z 3. předkola MČ                         |
| Play-off              | Nemistrovská část (4 týmy) | | - 4 vítězové z 3. předkola NČ                       |
| Ligová fáze (36 týmů) | Ligová fáze (36 týmů)      | - Vítěz Evropské ligy UEFA 2024/2025 - Dvě asociace s nejvyššími koeficienty z předchozí sezóny získaly dodatečné místo v Lize mistrů. - 10 mistrů z asociací na 1.–10. místě - 6 týmů ze 2. místa asociací na 1.–6. místě - 5 týmů ze 3. místa asociací na 1.–5. místě - 4 týmy ze 4. místa asociací na 1.–4. místě - 1 mistr asociace na 15. místě jako klub z nejvyšším koeficientem, který by jinak vstoupil do předkol nebo play-off mistrovské části | - 5 vítězů z play-off MČ - 2 vítězové z play-off NČ |

### Týmy
V závorkách je uvedeno, jak se tým kvalifikoval do Ligy mistrů 2025/2026:
- TH = vítěz Ligy mistrů 2024/2025
- EL = vítěz Evropské ligy UEFA 2024/2025
- 1., 2., 3., 4., 5. atd. = pozice v domácí soutěži v sezóně 2024/2025
- EPS (European Performance Spots) = dodatečná místa udělená dvěma asociacím, které získaly nejvyšší počet bodů do koeficientu v sezóně 2024/2025.

Předkola se dělí na mistrovskou část (CH) a nemistrovskou část (LP).
| Fáze soutěže | Fáze soutěže | Týmy                       | Týmy                      | Týmy                     | Týmy                        |
| ------------ | ------------ | -------------------------- | ------------------------- | ------------------------ | --------------------------- |
| Ligová fáze  | Ligová fáze  | Paris Saint-Germain (1.)TH | Tottenham Hotspur (EL)    | Liverpool (1.)           | Arsenal (2.)                |
| Ligová fáze  | Ligová fáze  | Manchester City (3.)       | Chelsea (4.)              | Newcastle United (5.)EPS | Neapol (1.)                 |
| Ligová fáze  | Ligová fáze  | Inter Milán (2.)           | Atalanta (3.)             | Juventus (4.)            | Barcelona (1.)              |
| Ligová fáze  | Ligová fáze  | Real Madrid (2.)           | Atlético Madrid (3.)      | Athletic Bilbao (4.)     | Villarreal (5.)EPS          |
| Ligová fáze  | Ligová fáze  | Bayern Mnichov (1.)        | Bayer Leverkusen (2.)     | Eintracht Frankfurt (3.) | Borussia Dortmund (4.)      |
| Ligová fáze  | Ligová fáze  | Marseille (2.)             | Monako (3.)               | PSV Eindhoven (1.)       | Ajax (2.)                   |
| Ligová fáze  | Ligová fáze  | Sporting CP (1.)           | Union Saint-Gilloise (1.) | Galatasaray (1.)         | Slavia Praha (1.)           |
| Ligová fáze  | Ligová fáze  | Olympiakos (1.)            |                           |                          |                             |
|              |              |                            |                           |                          |                             |
| Play-off     | CH           | Celtic (1.)                | Basilej (1.)              | Sturm Graz (1.)          | Bodø/Glimt (1.)             |
|              |              |                            |                           |                          |                             |
| 3. předkolo  | LP           | Nice (4.)                  | Feyenoord (3.)            | Benfica (2.)             | Club Brugge (2.)            |
| 3. předkolo  | LP           | Fenerbahçe (2.)            |                           |                          |                             |
|              |              |                            |                           |                          |                             |
| 2. předkolo  | CH           | Kodaň (1.)                 | Maccabi Tel Aviv (1.)     | Dynamo Kyjev (1.)        | Crvena Zvezda Bělehrad (1.) |
| 2. předkolo  | CH           | Rijeka (1.)                | Lech Poznaň (1.)          | Pafos (1.)               | Ferencváros (1.)            |
| 2. předkolo  | CH           | Karabach (1.)              | Slovan Bratislava (1.)    |                          |                             |
| 2. předkolo  | LP           | Viktoria Plzeň (2.)        | Rangers (2.)              | Servette (2.)            | Red Bull Salzburg (2.)      |
| 2. předkolo  | LP           | Brann (2.)                 | Panathinaikos (2.)        |                          |                             |
|              |              |                            |                           |                          |                             |
| 1. předkolo  | CH           | Malmö FF (1.)              | FCSB (1.)                 | Ludogorets Razgrad (1.)  | Olimpija Lublaň (1.)        |
| 1. předkolo  | CH           | Milsami Orhei (1.)         | Drita (1.)                | Kairat (1.)              | KuPS (1.)                   |
| 1. předkolo  | CH           | Shelbourne (1.)            | Noah (1.)                 | RFS (1.)                 | Víkingur (1.)               |
| 1. předkolo  | CH           | Zrinjski Mostar (1.)       | Breiðablik Kópavogur (1.) | Linfield (1.)            | Differdange (1.)            |
| 1. předkolo  | CH           | Žalgiris (1.)              | Hamrun Spartans (1.)      | Iberia 1999 (1.)         | Egnatia (1.)                |
| 1. předkolo  | CH           | Levadia Tallinn (1.)       | Dinamo Minsk (1.)         | Škendija Tetovo (1.)     | Inter Club d'Escaldes (1.)  |
| 1. předkolo  | CH           | The New Saints (1.)        | Budućnost Podgorica (1.)  | Lincoln Red Imps (1.)    | Virtus (1.)                 |

## Program
Bude se konat jeden „exkluzivní týden“, kdy se bude hrát také ve čtvrtek. Ostatní zápasy se budou hrát v úterý a ve středu, výjimkou je 8. kolo (pouze ve středu) a finále.
| Fáze            | Kolo        | Datum losování    | První zápas                              | Druhý zápas                              |
| --------------- | ----------- | ----------------- | ---------------------------------------- | ---------------------------------------- |
| Předkola        | 1. předkolo | 17. června 2025   | 8.–9. července 2025                      | 15.–16. července 2025                    |
| Předkola        | 2. předkolo | 18. června 2025   | 22.–23. července 2025                    | 29.–30. července 2025                    |
| Předkola        | 3. předkolo | 21. července 2025 | 5.–6. srpna 2025                         | 12. srpna 2025                           |
| Play-off        |             | 4. srpna 2025     | 19.–20. srpna 2025                       | 26.–27. srpna 2025                       |
| Ligová fáze     | 1. kolo     | 28. srpna 2025    | 16.–18. září 2025                        | 16.–18. září 2025                        |
| Ligová fáze     | 2. kolo     | 28. srpna 2025    | 30. září – 1. října 2025                 | 30. září – 1. října 2025                 |
| Ligová fáze     | 3. kolo     | 28. srpna 2025    | 21.–22. října 2025                       | 21.–22. října 2025                       |
| Ligová fáze     | 4. kolo     | 28. srpna 2025    | 4.–5. listopadu 2025                     | 4.–5. listopadu 2025                     |
| Ligová fáze     | 5. kolo     | 28. srpna 2025    | 25.–26. listopadu 2025                   | 25.–26. listopadu 2025                   |
| Ligová fáze     | 6. kolo     | 28. srpna 2025    | 9.–10. prosince 2025                     | 9.–10. prosince 2025                     |
| Ligová fáze     | 7. kolo     | 28. srpna 2025    | 20.–21. ledna 2026                       | 20.–21. ledna 2026                       |
| Ligová fáze     | 8. kolo     | 28. srpna 2025    | 28. ledna 2026                           | 28. ledna 2026                           |
| Vyřazovací fáze | Play-off    | 30. ledna 2026    | 17.–18. února 2026                       | 24.–25. února 2026                       |
| Vyřazovací fáze | Osmifinále  | 27. února 2026    | 10.–11. března 2026                      | 17.–18. března 2026                      |
| Vyřazovací fáze | Čtvrtfinále | 27. února 2026    | 7.–8. dubna 2026                         | 14.–15. dubna 2026                       |
| Vyřazovací fáze | Semifinále  | 27. února 2026    | 28.–29. dubna 2026                       | 5.–6. května 2026                        |
| Vyřazovací fáze | Finále      | 27. února 2026    | 30. května 2026 Puskás Aréna v Budapešti | 30. května 2026 Puskás Aréna v Budapešti |

## Kvalifikace

### 1. předkolo
Los 1. předkola proběhl 18. června 2024.
Vítězové postoupili do 2. předkola. Poražení se přesunuli do mistrovské části 2. předkola Konferenční ligy.
| Domácí v 1. zápase | Celkem           | Hosté v 1. zápase     | 1. zápas | 2. zápas |
| ------------------ | ---------------- | --------------------- | -------- | -------- |
| Žalgiris           | 2 : 2 (10:11 p.) | Hamrun Spartans       | 2:0      | 0:2 pp.  |
| KuPS               | 1 : 0            | Milsami Orhei         | 1:0      | 0:0      |
| The New Saints     | 1 : 2            | Škendija Tetovo       | 0:0      | 1:2 pp.  |
| Iberia 1999        | 2 : 6            | Malmö FF              | 1:3      | 1:3      |
| Levadia Tallinn    | 0 : 2            | RFS                   | 0:1      | 0:1      |
| Drita              | 4 : 2            | Differdange           | 1:0      | 3:2      |
| Víkingur           | 2 : 4            | Lincoln Red Imps      | 2:3      | 0:1      |
| Egnatia            | 1 : 5            | Breiðablik Kópavogur  | 1:0      | 0:5      |
| Shelbourne         | 2 : 1            | Linfield              | 1:0      | 1:1      |
| FCSB               | 4 : 3            | Inter Club d'Escaldes | 3:1      | 1:2      |
| Virtus             | 1 : 4            | Zrinjski Mostar       | 0:2      | 1:2      |
| Olimpija Lublaň    | 1 : 3            | Kairat                | 1:1      | 0:2      |
| Noah               | 3 : 2            | Budućnost Podgorica   | 1:0      | 2:2      |
| Ludogorec Razgrad  | 3 : 2            | Dinamo Minsk          | 1:0      | 2:2 pp.  |

### 2. předkolo
Los 2. předkola proběhl 19. června 2024.
Vítězové postoupí do 3. předkola. Poražení z mistrovské části se přesunou do mistrovské části 3. předkola Evropské ligy, poražení z nemistrovské části se přesunou do nemistrovské části 3. předkola Evropské ligy.

#### Mistrovská část
| Domácí v 1. zápase | Celkem | Hosté v 1. zápase      | 1. zápas | 2. zápas |
| ------------------ | ------ | ---------------------- | -------- | -------- |
| RFS                | 1 : 5  | Malmö FF               | 1:4      | 0:1      |
| Hamrun Spartans    | 0 : 6  | Dynamo Kyjev           | 0:3      | 0:3      |
| Pafos              | 2 : 1  | Maccabi Tel Aviv       | 1:1      | 1:0      |
| Lincoln Red Imps   | 1 : 6  | Crvena Zvezda Bělehrad | 0:1      | 1:5      |
| Noah               | 4 : 6  | Ferencváros            | 1:2      | 3:4      |
| Lech Poznaň        | 8 : 1  | Breiðablik Kópavogur   | 7:1      | 1:0      |
| Kodaň              | 3 : 0  | Drita                  | 2:0      | 1:0      |
| Rijeka             | 1 : 3  | Ludogorets Razgrad     | 0:0      | 1:3 pp.  |
| Shkëndija          | 3 : 1  | FCSB                   | 1:0      | 2:1      |
| Slovan Bratislava  | 6 : 2  | Zrinjski Mostar        | 4:0      | 2:2      |
| Shelbourne         | 0 : 4  | Karabach               | 0:3      | 0:1      |
| KuPS               | 2 : 3  | Kairat                 | 2:0      | 0:3      |

#### Nemistrovská část
| Domácí v 1. zápase | Celkem | Hosté v 1. zápase | 1. zápas | 2. zápas |
| ------------------ | ------ | ----------------- | -------- | -------- |
| Brann              | 2 : 5  | Red Bull Salzburg | 1:4      | 1:1      |
| Viktoria Plzeň     | 3 : 2  | Servette          | 0:1      | 3:1      |
| Rangers            | 3 : 1  | Panathinaikos     | 2:0      | 1:1      |

### 3. předkolo
Los proběhl 21. července 2025.
Vítězové postoupí do 4. předkola, poražení z mistrovské části se přesunou do mistrovské části 4. předkola Evropské ligy, poražení z nemistrovské části se přesunou rovnou do skupinové fáze Evropské ligy.

#### Mistrovská část
| Domácí v 1. zápase | Celkem         | Hosté v 1. zápase      | 1. zápas | 2. zápas |
| ------------------ | -------------- | ---------------------- | -------- | -------- |
| Malmö FF           | 0 : 5          | FC Kodaň               | 0:0      | 0:5      |
| Kairat             | 1 : 1 (4:3 p.) | Slovan Bratislava      | 1:0      | 0:1 pp.  |
| Lech Poznaň        | 2 : 4          | Crvena Zvezda Bělehrad | 1:3      | 1:1      |
| Ludogorec Razgrad  | 0 : 3          | Ferencváros            | 0:0      | 0:3      |
| Dynamo Kyjev       | 0 : 3          | Pafos                  | 0:1      | 0:2      |
| Škendija Tetovo    | 1 : 6          | Karabach               | 0:1      | 1:5      |

#### Nemistrovská část
| Domácí v 1. zápase | Celkem | Hosté v 1. zápase | 1. zápas | 2. zápas |
| ------------------ | ------ | ----------------- | -------- | -------- |
| Red Bull Salzburg  | 2 : 4  | Club Brugge       | 0:1      | 2:3      |
| Rangers            | 4 : 2  | Viktoria Plzeň    | 3:0      | 1:2      |
| OGC Nice           | 0 : 4  | Benfica           | 0:2      | 0:2      |
| Feyenoord          | 4 : 6  | Fenerbahçe        | 2:1      | 2:5      |

### 4. předkolo
Los proběhne 4. srpna 2025.
Vítězové postoupí do skupinové fáze Ligy mistrů. Poražení se přesunou do skupinové fáze Evropské ligy.

#### Mistrovská část
| Domácí v 1. zápase     | Celkem | Hosté v 1. zápase | 1. zápas | 2. zápas |
| ---------------------- | ------ | ----------------- | -------- | -------- |
| Ferencváros            | - : -  | Karabach          | 1:3      | 26.8.    |
| Crvena Zvezda Bělehrad | - : -  | Pafos             | 1:2      | 26.8.    |
| Bodø/Glimt             | - : -  | Sturm Graz        | 5:0      | 26.8.    |
| Celtic                 | - : -  | Kairat            | 0:0      | 26.8.    |
| Basilej                | - : -  | FC Kodaň          | 1:1      | 26.8.    |

#### Nemistrovská část
| Domácí v 1. zápase | Celkem | Hosté v 1. zápase | 1. zápas | 2. zápas |
| ------------------ | ------ | ----------------- | -------- | -------- |
| Fenerbahçe         | - : -  | Benfica           | 0:0      | 26.8.    |
| Rangers            | - : -  | Club Brugge       | 1:3      | 26.8.    |

## Vyřazovací fáze

### Čtvrtfinále
| Domácí v 1. zápase | Celkem | Hosté v 1. zápase | 1. zápas | 2. zápas |
| ------------------ | ------ | ----------------- | -------- | -------- |
| neznámá vlajka     | -:-    | neznámá vlajka    | 7.4.     | 14.4.    |
| neznámá vlajka     | -:-    | neznámá vlajka    | 7.4.     | 14.4.    |
| neznámá vlajka     | -:-    | neznámá vlajka    | 7.4.     | 14.4.    |
| neznámá vlajka     | -:-    | neznámá vlajka    | 7.4.     | 14.4.    |

### Semifinále
| Domácí v 1. zápase | Celkem | Hosté v 1. zápase | 1. zápas | 2. zápas |
| ------------------ | ------ | ----------------- | -------- | -------- |
| neznámá vlajka     | -:-    | neznámá vlajka    | 28.4.    | 5.5.     |
| neznámá vlajka     | -:-    | neznámá vlajka    | 28.4.    | 5.5.     |

### Finále
Finále se bude hrát 30. května 2026 v Puskás Aréně v Budapešti v Maďarsku. Po losování čtvrtfinále a semifinále se ve stejný den uskuteční losování, které určí administrativní domácí tým.
| 30. května 2026 --:-- |       |  |                                                 |
|                       | - : - |  | Puskás Aréna, Budapešť, Maďarsko rozhodčí: [[]] |
|                       |       |  | Puskás Aréna, Budapešť, Maďarsko rozhodčí: [[]] |